# Langblättrige Kardendistel
Die Langblättrige Kardendistel (Morina longifolia) ist eine Pflanzenart aus der Gattung der Kardendisteln (Morina) in der Unterfamilie Morinoideae innerhalb der Familie der Geißblattgewächse (Caprifoliaceae).

## Beschreibung

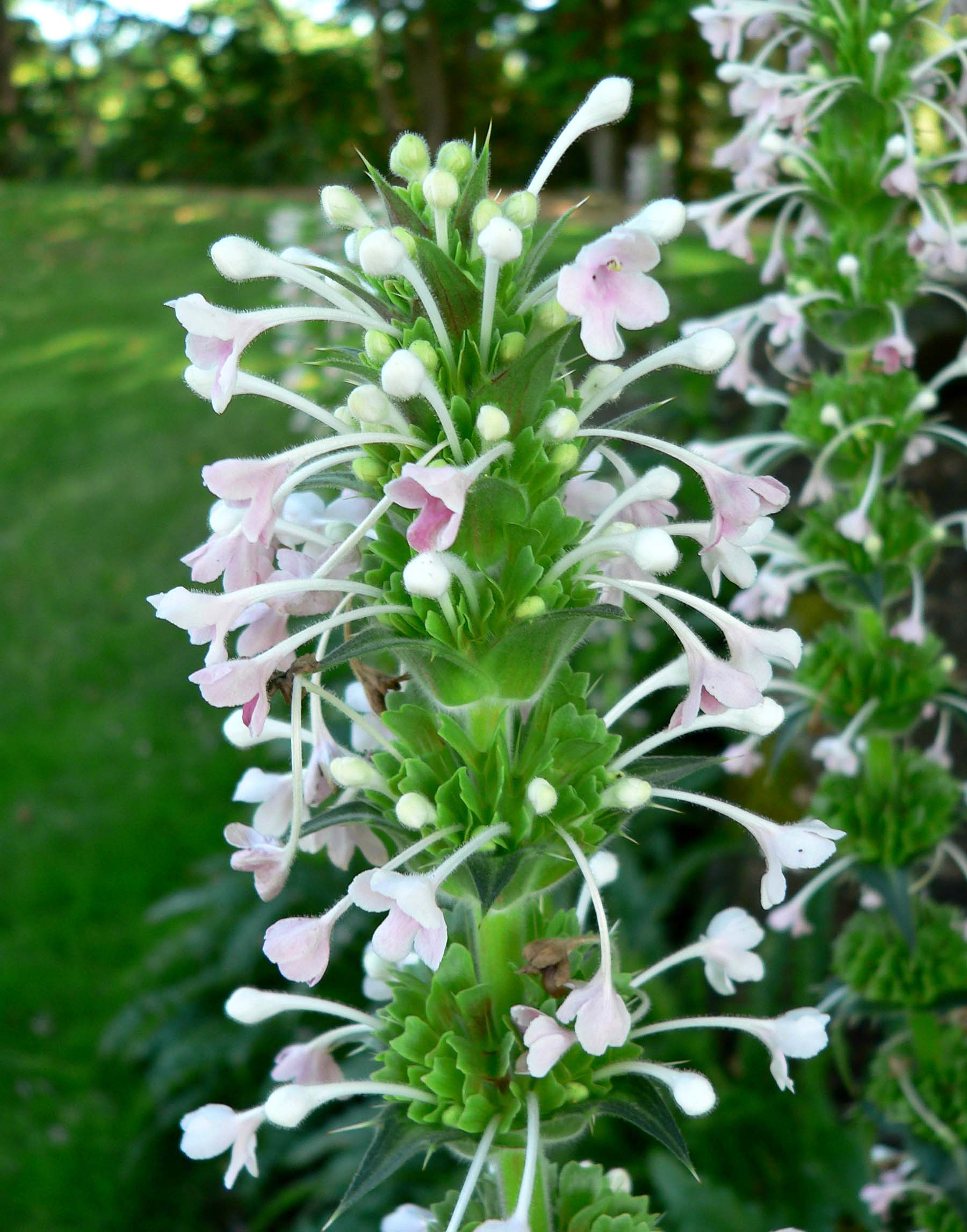
Blütenstand

### Vegetative Merkmale
Die Langblättrige Kardendistel ist eine ausdauernde, krautige Pflanze, die Wuchshöhen von 50 bis 100 Zentimetern erreicht. Die kahlen und gelappten bis grob gezähnten, eilanzettlichen, spitzen Laubblätter sind distelartig, die Blattränder sind stachelspitzig. Die Blattstiele sind verwachsen.

### Generative Merkmale
Die Blütezeit reicht von Juni bis August. Die mehr oder weniger behaarten Tragblätter sind breit-eiförmig bis rundlich und am Rand und an der Spitze mit Stacheln besetzt. Die leicht duftenden Blüten stehen in Scheinquirlen. Die zwittrigen, kurz gestielten und fünfzähligen Blüten besitzen eine doppelte Blütenhülle. Der drüsig behaarte, röhrige Außenkelch ist stachelig-gezähnt. Der kahle Kelch ist fünfspaltig und leicht zweilappig. Die außen drüsig behaarte Krone, mit langer, schlanker Kronröhre und kurzen, zweilippigen Lappen, ist zuerst weiß und später rötlich gefärbt. Es sind zwei kurze Staubblätter und zwei minimale Staminodien am Schlund vorhanden. Der einkammerige Fruchtknoten ist unterständig und der schlanke Griffel ist lang sowie etwas vorstehend, die Narbe ist scheibenförmig. Es sind Nektarien vorhanden.
Es werden schmal-eiförmige und rippige Achänen mit Kelchresten im beständigen Außenkelch gebildet.
Die Chromosomenzahl beträgt 2n = 34, seltener 16.

## Vorkommen
Das Verbreitungsgebiet der Langblättrigen Kardendistel ist die Himalaya-Region mit dem südlichen Tibet, Bhutan, Indien, Nepal und Pakistan. Sie besiedelt alpine Wiesen und Waldlichtungen in Höhenlagen von 3000 bis 4300 Metern.

## Nutzung
Die Langblättrige Kardendistel wird selten als Zierpflanze für Steingärten genutzt. Die Art ist seit spätestens 1839 in Kultur.